# ليفي دبليو. باردن
ليفي دبليو. باردن هو قاضي صلح ‏ وسياسي أمريكي، ولد في 3 سبتمبر 1820 في Benton, New York ‏ في الولايات المتحدة، وتوفي في 1 سبتمبر 1915 في فلاشينغ ‏ في الولايات المتحدة. نشط حزبياً في الحزب الجمهوري. وقد انتخب عضو جمعية ولاية ويسكونسن ‏.